# Nagórnoie (Primórie)
|  | Per a altres significats, vegeu «Nagórnoie». |

Nagórnoie (en rus: Нагорное) és un poble del krai de Primórie, a l'Extrem Orient de Rússia, que en el cens del 2010 tenia 665 habitants.